# Hémoglobinopathie

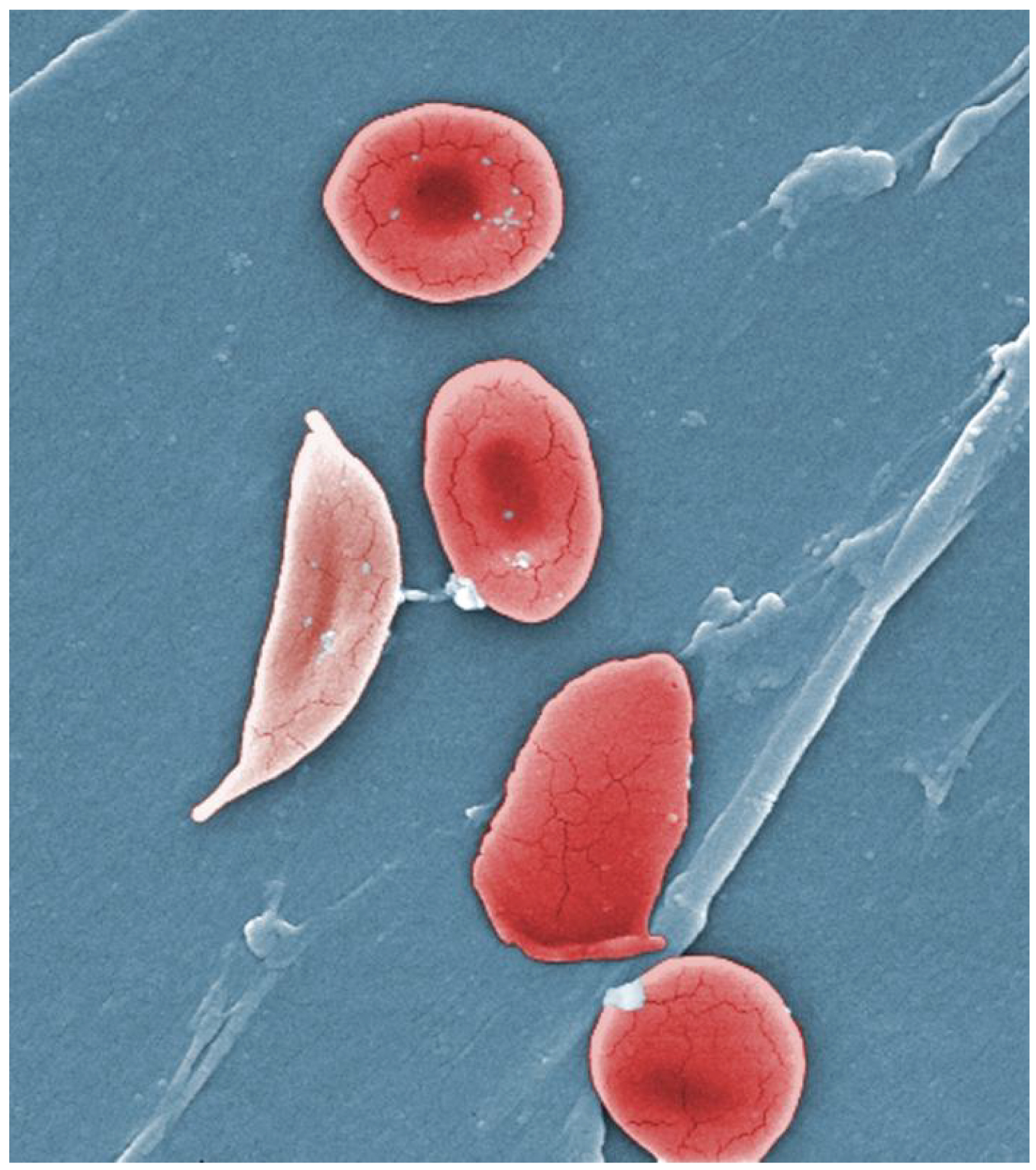
Un exemple d'hémoglobinopathie : la drépanocytose, se caractérisant par la déformation des globules rouges en forme des bananes aux extrémités pointues

Les hémoglobinopathies ou hémoglobinoses regroupent l'ensemble des pathologies liées à une anomalie génétique de l'hémoglobine, protéine sanguine servant à transporter l'oxygène et présente dans les globules rouges (érythrocytes). 
5 % de la population mondiale serait porteur d'un trait génétique d'une maladie de l'hémoglobine, et jusqu'à 25 % dans certaines régions endémiques pour le paludisme,.
Ces maladies sont à transmission autosomique récessive, c'est-à-dire que la maladie n'apparait que chez les enfants dont les deux parents sont porteurs de l'anomalie, c'est la forme homozygote. Dans la forme hétérozygote (un seul parent atteint), la maladie est le plus souvent silencieuse, tout en restant transmissible.
Chaque molécule d'hémoglobine est composée, entre autres, de quatre chaînes polypeptidiques,  identiques deux à deux. L'anomalie porte sur ces chaînes, elle peut être quantitative ou qualitative. Elle est due à une mutation ponctuelle d'un gène codant une chaîne.
Les anomalies quantitatives portent sur les gènes régulateurs de la synthèse des chaines, le plus souvent par délétion. Une chaine peut être absente ou en quantité insuffisante, c'est le cas des thalassémies.
Les anomalies qualitatives portent sur les gènes de structure de la synthèse des chaines, le plus souvent par substitution. Une chaîne peut être anormale par substitution, au sein de celle-ci, d'un acide aminé par un autre. La chaîne pathologique restant synthétisée en quantité normale. C'est le cas, par exemple, de la drépanocytose avec la présence d'une hémoglobine S. Mais il existe d'autres hémoglobines anormales comme l'hémoglobine C, D ou encore E.
Il existe des drépanocytoses hétérozygotes dites composites, où le sujet atteint est aussi hétérozygote pour une autre maladie de l'hémoglobine, comme la C, la D, ou la thalassémie. Ces formes hétérozygotes composites sont considérées comme des formes majeures mais se manifestant plus tardivement (vers l'âge adulte) que les formes homozygotes.